# دیوید برنچ
دیوید برنچ (انگلیسی: David Branch؛ زادهٔ ۲۶ سپتامبر ۱۹۸۱) ورزشکار هنرهای رزمی ترکیبی اهل ایالات متحده آمریکا است.